# Kerrville
Kerrville – miasto w Stanach Zjednoczonych, w stanie Teksas, w hrabstwie Kerr. Według spisu w 2020 roku liczy 24,3 tys. mieszkańców. W mieście działa kilka firm z branży lotniczej, w tym największa Killdeer Mountain Manufacturing.